# Taisen Deshimaru

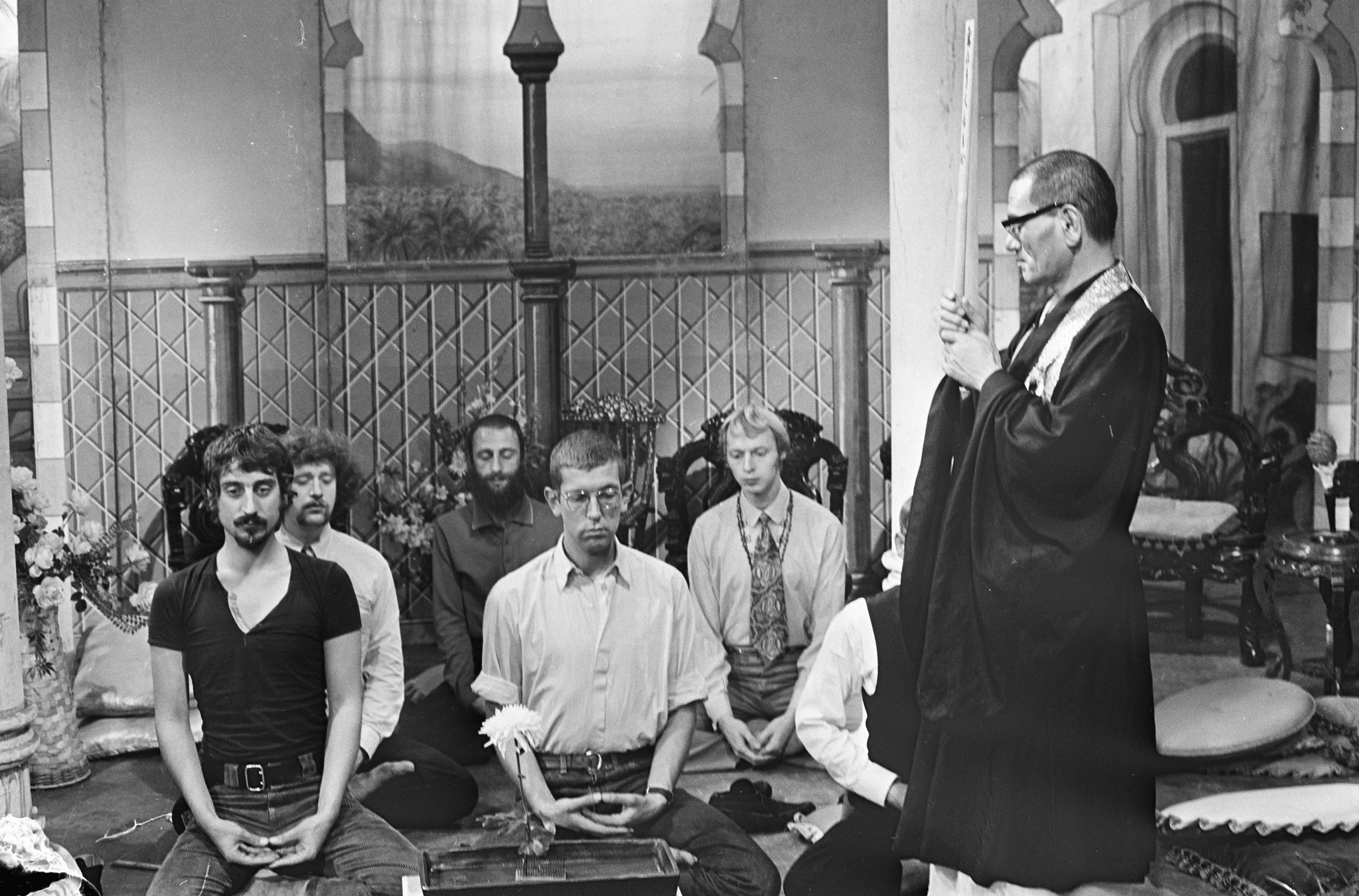
Taisen Deshimaru (Niederlande, 1967).

Mokudō Taisen Deshimaru Rōshi (japanisch 弟子丸 泰仙 Deshimaru Taisen; * 29. November 1914 in Kyūshū in der Präfektur Saga; † 30. April 1982 ebenfalls in Japan) war ein japanischer Zen-Meister in der Sōtō-Linie, Autor, Übersetzer und Schüler von Zen-Meister Kodo Sawaki (1880–1965), einem der einflussreichsten japanischen Zen-Meister des 20. Jahrhunderts. Anders als die meisten japanischen Zen-Meister führte Deshimaru ein weltliches Leben. Er war bekannt für die Verbreitung des Zen-Buddhismus in Europa und gründete, vorwiegend in Frankreich, zahlreiche Zengruppen und Meditationsorte (Dojos). Darüber hinaus gründete er mit seinen Schülern den ersten großen Zen-Tempel Europas (La Gendronnière) und die buddhistische Dachorganisation Association Zen Internationale  (AZI). Deshimaru betonte die Praxis von Zazen und lehrte einen Buddhismus, der im Alltag verwurzelt und in der Gesellschaft verankert ist. Oft wird Deshimaru als Bodhidharma der modernen Zeit beschrieben.

## Leben und Wirken

### Japan (1914–1941)

Skulptur Deshimarus in Toulouse.

Geboren in einem kleinen Dorf an der Küste Südjapans, nicht weit von der Präfektur Saga auf der Insel Kyūshū, wurde Deshimaru von seinem Großvater, einem ehemaligen Samurai, und seiner Mutter, einer Schülerin des Amidha-Buddhismus in der Tradition der Jōdo Shinshū, aufgezogen. Seine Kindheit spielte sich in einer noch sehr traditionellen japanischen Umgebung ab. Da sein Heimatdorf über keinen Kindergarten verfügte, wurde Deshimaru von seinem Großvater erzogen, der in der Meiji-Zeit (1868–1912) Samurais Judounterricht erteilt hatte. Auch Deshimaru wurde von ihm unterrichtet. Sein Vater war ein kleiner Reeder und stand einer landwirtschaftlichen und einer Fischereigenossenschaft des Dorfes vor. Im Gegensatz zu seinem Meister hatte Deshimaru eine glückliche Kindheit. Dennoch beschäftigte ihn bereits in jungen Jahren der genannte Widerspruch zwischen dem tief religiösen Geist seiner Mutter und der materialistischen Welt seines Vaters. Der von seiner Mutter praktizierte Buddhismus befriedigte ihn ebenso wenig wie seine spätere Hinwendung zum Christentum. Während sein Vater als gewissenhaft und materialistisch, aber durch und durch gerecht bezeichnet werden kann, lebte seine Mutter ganz aus dem Glauben heraus. Gegen Ende seiner Schulzeit neigte er zu den schönen Künsten, doch sein Vater wollte, dass er in die Militärschule eintrat, aus der er wegen Kurzsichtigkeit entlassen wurde. Kurz darauf ließ er sich in Saga nieder, um seine Studien fortzusetzen. Aus Neugier wandte sich Deshimaru von der buddhistischen spirituellen Praxis ab und studierte zunächst das Christentum.
Da Deshimaru in die USA gehen wollte, meldete er sich im April 1933 an der Technischen Schule von Yokohama an, die im Ruf eines ausgezeichneten Englischunterrichts stand und bekam ein Stipendium für die Wirtschaftsabteilung. Ab dieser Zeit pendelte er zwischen seinem Heimatdorf, Tokyo und Yokohama. Enttäuscht von der modernen Erziehung, die die spirituelle Dimension völlig vernachlässigte, und immer auf der Suche nach dem wahren Sinn des Lebens, kam er im Tempel Engaku-ji in der Nähe von Tokio in Kontakt mit den Lehren der Rinzai-Schule, von der er sich später wieder distanzierte. An der staatlichen Universität von Tokio (Todai) hörte er auch Vorträge zu Buddhismus und Hinduismus und pflegte Kontakte zu Fachleuten der buddhistischen Nichiren-Schule. Hier wurde ihm bewusst, dass sich Wirtschaftswissenschaftler nur selten für religiöse Fragen interessierten und buddhistische Meister ihrerseits die wirtschaftlichen Probleme kaum in Betracht zogen und sah sich auf diese Weise mit der Problematik, die ihn seit seiner Jugend beschäftigte, weiterhin konfrontiert.
In der Hoffnung, in die USA zu kommen, nahm er nach Abschluss seines Studiums eine Stelle in der internationalen Abteilung einer Keksfabrik an.
Auf der Suche nach einem authentischen geistigen Weg begegnete er 1936 Kodo Sawaki zum zweiten Mal und wurde nun dessen Schüler. Deshimaru wohnte in Saga bei einer Familie, die mit Kodo Sawaki bekannt war, und traf Sawaki auf diese Weise zum ersten Mal. 1937 heiratete er die Tochter des, während des zweiten Japanisch-Chinesischen Krieges (1937–1945) gefallenen, Generals Narishima und bekam drei Kinder mit ihr. Sein erstgeborener Sohn, der Fernsehproduzent Sen’ichirō Deshimaru (1943–2013), erhielt seinen Namen in Erinnerung an Deshimarus Vater, der Sen Taro hieß. Da Deshimaru keine Chance mehr sah, von seinem Arbeitgeber ins Ausland gesandt zu werden, kündigte er 1940 seine Stelle bei der Keksfabrik und wurde anschließend beim Großkonzern Mitsubishi Heavy Industries eingestellt.

### Indonesien (1941–1946)
Nachdem Deshimaru während der Kriegswirren in Indonesien gelandet war, lehrte er auf der Insel Bangka vor der Küste Sumatras die Zen-Praxis. Als Widerstandskämpfer gegen die Kaiserliche Japanische Armee wurde er angeklagt. Nach einer Revision der Anklage entging er mit anderen Angeklagten der Hinrichtung. Später kam er in ein Kriegsgefangenenlager in Singapur, bevor er mit zwanzigtausend anderen Kriegsgefangenen in seine Heimat zurückgebracht wurde.

### Zurück in Japan (1946–1967)
Nach seiner Rückkehr aus dem kriegszerstörten Japan nahm Deshimaru eine Tätigkeit als Geschäftsmann wieder auf und praktizierte weiterhin Zen mit Kodo Sawaki. Seine berufliche Tätigkeit brachte ihm Erfolge, aber auch Rückschläge, während sich seine Zen-Praxis vertiefte. Mit den Jahren nahmen mögliche Lösungen von Widersprüchen zwischen Materialismus und Spiritualismus, die ihn in seiner Jugend gequält hatten, Form an.
Fast dreißig Jahre lang folgte Deshimaru seinem Meister und praktizierte mit ihm bis zu dessen Tod im Jahr 1965, während er zugleich sein Leben in der Gesellschaft weiterführte. Kodo Sawaki hatte Deshimarus Wunsch, zum Mönch ordiniert zu werden, bis kurz vor seinem Tod zurückgewiesen. Er erkannte in ihm einen wahren Sucher des Weges und wollte nicht, dass er zu einem professionellen Mönch im traditionellen Tempelsystem würde, wie es im institutionalisierten Zen Japans üblich ist. Bei seiner Ordination bat Kodo Sawaki ihn, das lebendige Zen in eine frische Erde einzupflanzen. 1967 begab sich Deshimaru mit der transsibirischen Eisenbahn auf die Reise nach Europa.

### Europa (1967–1982)

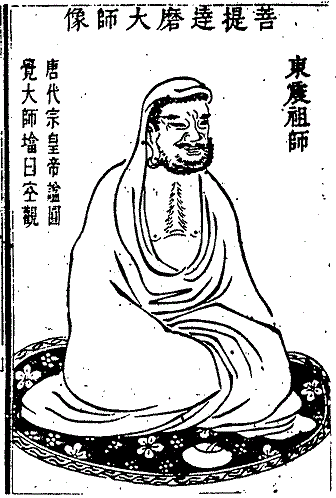
Bodhidharma, der das Zen von Indien nach China brachte.

Auch in Japan wird von Deshimaru als dem „Bodhidharma der heutigen Zeit“ gesprochen und das nicht nur, weil sein starker Charakter an Bodhidharma erinnerte. Wie der legendäre Patriarch des Zen, der Ende des fünften, Anfang des sechsten Jahrhunderts eine frühe Ausprägung des Zen von Indien nach China brachte, brachte er Zen-Praxis und Lehre nach Europa. Im Juli des Jahres 1967 kam Deshimaru mittellos und ohne die französische Sprache zu kennen in Paris an, wo er sich niederließ. Zen war bei seiner Ankunft in Europa nur einer Minderheit von Intellektuellen, hauptsächlich durch die Bücher von D.T. Suzuki, bekannt. Suzuki und westliche Orientalisten hatten vor allem ein theoretisches Bild des Zen verbreitet, das aber von der realen Praxis weit entfernt war. Niemand konnte die Erfahrung der unmittelbaren Unterweisung im Zazen (Shikantaza: einzig konzentriertes Sitzen) machen. In kurzer Zeit versammelte Deshimaru eine Schar Anhänger um sich. Im Anschluss entstanden zahlreiche neue Zen-Gruppen, die die Praxis des Zazen übten und Deshimaru verbreitete als geistiger Erbe Kodo Sawakis Zazen in Europa.
Deshimaru interessierte sich für die europäische Kultur und Philosophie und traf unter anderem Karl Jaspers, aber auch Hugo Makibi Enomiya-Lassalle und Karlfried Graf Dürckheim. Außerdem traf er Künstler (z. B. Maurice Béjart) und Therapeuten aus vielen Ländern mit dem Ziel, westliche und östliche Denkweisen einander anzunähern. Deshimaru bekräftigte, dass er Frankreich wegen seiner philosophischen Tradition zum Lehren gewählt habe und nannte Michel de Montaigne, René Descartes, Henri Bergson und Nicolas Malebranche als Philosophen, die Zen verstanden hätten, ohne es zu kennen. Sein Hauptziel war es, unsere Zivilisation mit Hilfe der Zenpraxis und vor allem durch Zazen, die Zen-Meditation, zu befähigen, die Krise, in der sie sich befindet, zu überwinden.
1970 gründete Taisen Deshimaru die Europäische Zen-Vereinigung, aus der 1979 die Association Zen Internationale (AZI) hervorging. In den 1970er-Jahren erhielt er von Meister Yamada Reirin, dem damaligen Leiter des von Eihei Dōgen Zenji gegründeten Eihei-ji-Tempels in Japan, Shihō und wurde Kaikyosokan (Verantwortlicher des japanischen Sōtō-Zen für ein bestimmtes Land oder einen Kontinent) des Sōtō-Zen in Europa.

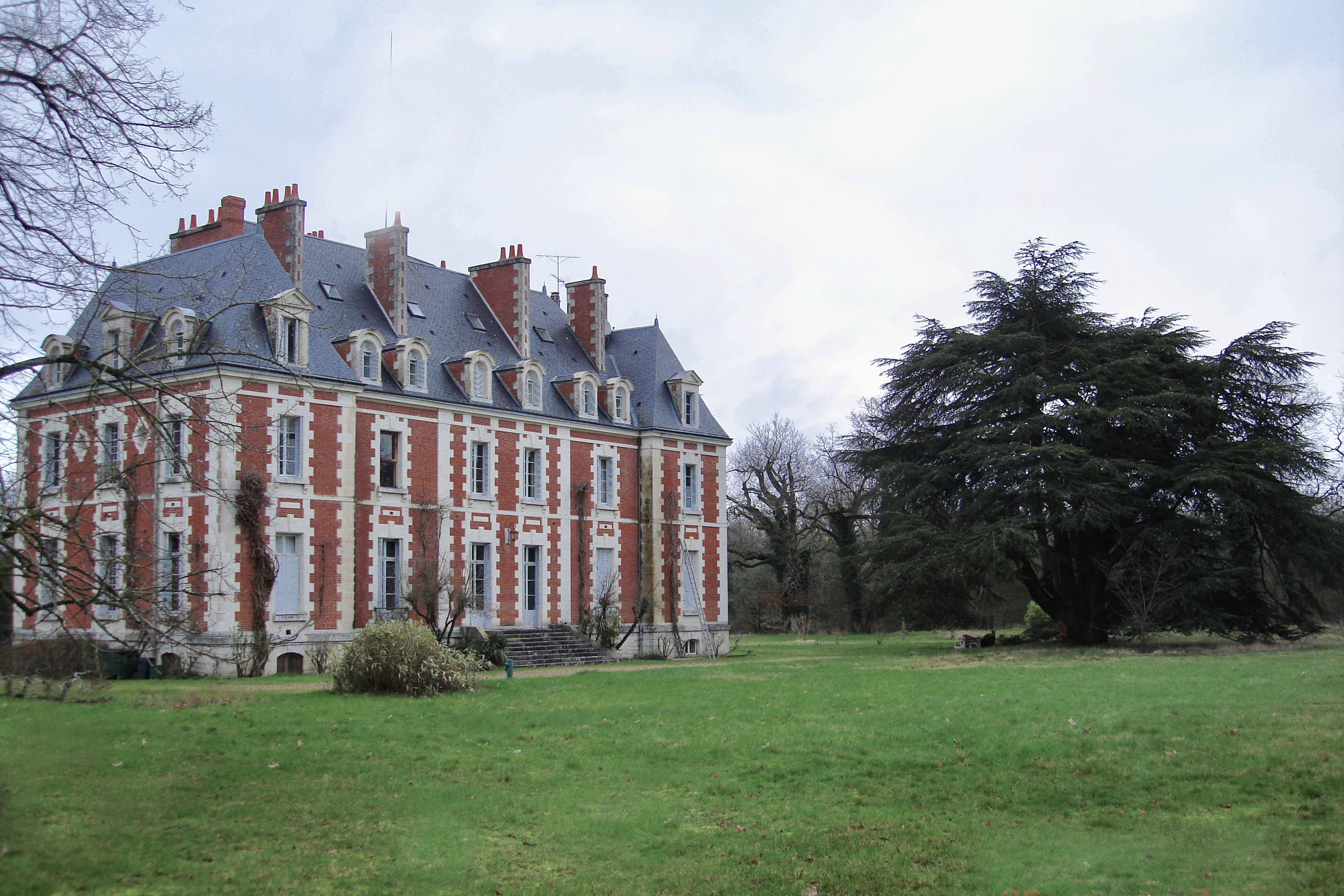
Der von Taisen Deshimaru gegründete Zen-Tempel "La Gendronnière".

Das 1971 gegründete Dōjō Pernety wurde zur Quelle der Verbreitung des Zen in Europa. In diesem Dōjō, in das Menschen jeden Alters und aus allen Gesellschaftsschichten kamen, begann die eigentliche Mission von Meister Deshimaru. Bald wurden andere Dōjōs in Frankreich, der Schweiz, Deutschland, Belgien, Spanien, Italien sowie in Kanada und den USA eröffnet. Nach und nach wurden seine Texte zu Büchern: Zazen – die Praxis des Zen, Zen in den Kampfkünsten, Die Praxis der Konzentration und weitere. Vor allem aber übersetzte und kommentierte er zahlreiche Zen-Texte, die im Westen bis dahin unbekannt waren.
1973 führte er die Sommer-Übungszeiten ein, die bis heute abgehalten werden. Die Sommer-Sesshins, deren Tradition auf Buddha selbst zurückgeht, finden jährlich statt und werden von Menschen aus ganz Europa, Nordafrika, Amerika und sogar Japan besucht. 1974 gründete er das erste Zen-Kloster in der Nähe der Stadt Avallon in der ehemaligen französischen Region Burgund und wurde 1975 Oberhaupt des Tempels Sekyu-Ji in seiner Heimatstadt Saku. Auf Deshimarus Initiative hin wurden Saku und Avallon 1976 Partnerstädte. Diese internationale Partnerschaft besteht noch heute.
1980 gründete er den ersten Zen-Tempel in Europa auf Schloss La Gendronnière in der Sologne (Frankreich), wo bis heute regelmäßig viele Menschen an Sesshins, mehrtägigen intensiven Meditationsübungen, teilnehmen.

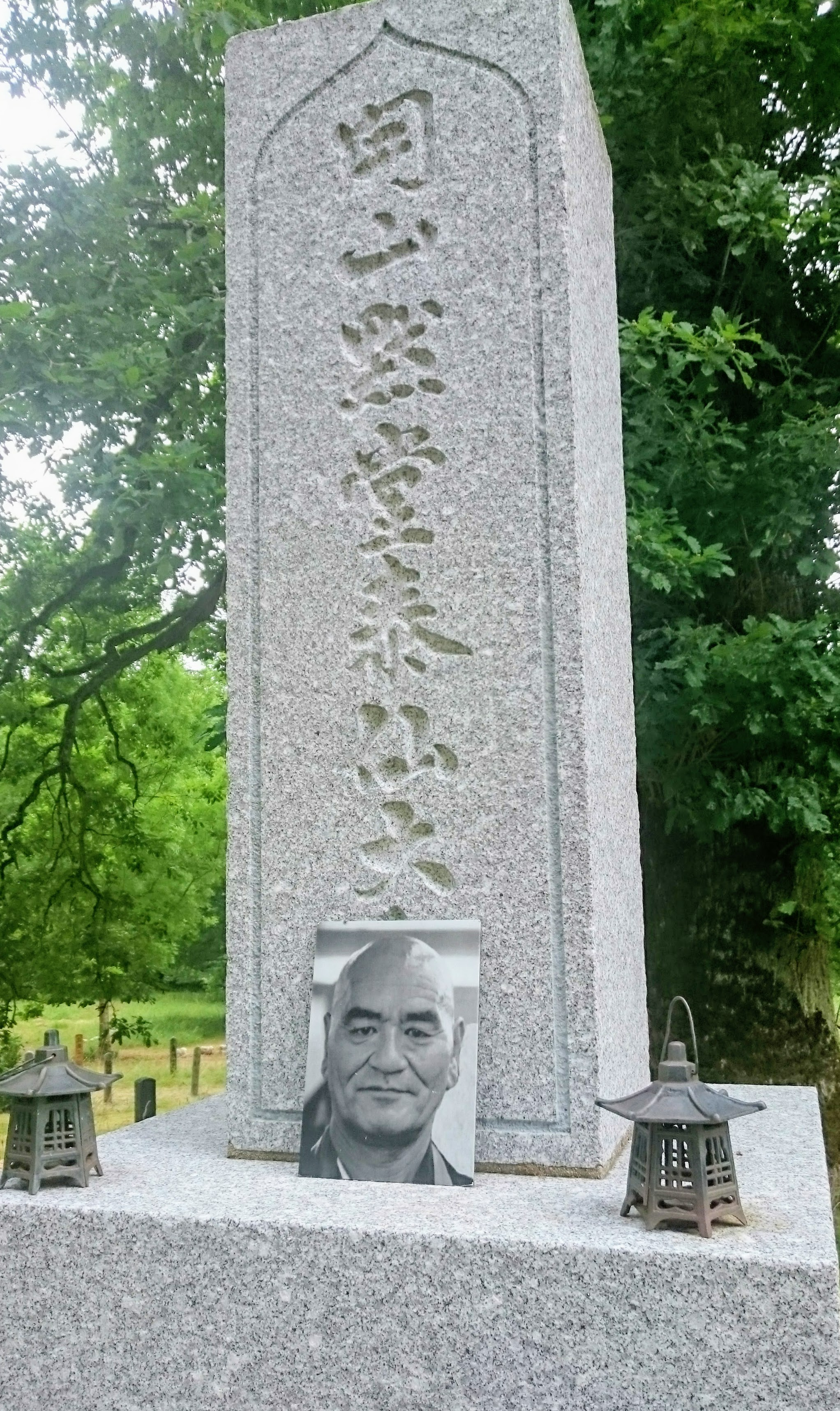
Grab von Taisen Deshimaru auf der Gendronnière.

Deshimaru betonte immer wieder, dass Zen eine Lebensphilosophie sei, die auf einer Praxis basiere. „Zen“ bedeute „Meditation“. Über Zazen sagte er:

„Das Geheimnis des Zen besteht darin, ohne Ziel oder Gewinnstreben in einer Haltung tiefer Konzentration einfach zu sitzen.“

Er war im interreligiösen Dialog aktiv und praktizierte Zazen in Dominikanerklöstern sowie mit Muslimen als auch mit Juden. Um die physiologischen Wirkungen der Meditation zu beweisen, bot er sich als Versuchsperson in Labors in Japan und Frankreich an.
Taisen Deshimaru starb am 30. April 1982 in Tokio, wohin er zurückgekehrt war, um eine Krebserkrankung behandeln zu lassen. Ein Teil seiner Asche wurde auf La Gendronnière beigesetzt. Nach seinem Tod wurden drei seiner engsten Schüler (Stéphane Kosen Thibaut, Etienne Mokusho Zeisler, Roland Yuno Rech) von Meister Niwa Zenji, zu der Zeit Abt des Eihei-ji-Tempels, als Sōtō-Meister beglaubigt.

## Schüler (Auswahl)
François-Albert Viallet (1908–1977, Zen-Name Soji-Enku) lehrte in Frankreich, Italien, der Schweiz und vor allem in Deutschland.
Philippe Coupey (* 1937), lehrt in über dreißig Dōjōs in Frankreich, Deutschland, England und der Schweiz.
Jiko Simone Wolf (* 1940), gründete 1982 das Zen-Zentrum von La Chaux-de-Fonds und 2009 den Ryokuinzan-Kōsetsu-ji-Tempel in der Nähe, verbreitet Sōtō-Zen hauptsächlich in der Schweiz sowie im Zen-Tempel La Gendronnière.
Roland Yuno Rech (* 1944) leitet den Tempel Gyobutsu-ji in Nizza (Frankreich) und Sesshins in mehreren Ländern, vor allem in Frankreich, Belgien, Deutschland und Italien.
Missen Michel Bovay (1945–2009), seit dem Tod Deshimarus 1982 war er einer der Hauptverantwortlichen für die Weitergabe seiner Lehre. Er leitete das 1975 von Deshimaru gegründete Zen-Dōjō Zürich, den Tempel Muijo.
Laure Hosetsu Scemama (* 1948), gründete 2003 das Zen-Zentrum Limoges. Sie unterrichtet in Frankreich sowie anderen Ländern und ist stellvertretende Äbtissin des Klosters Kanshoji und eine der Verantwortlichen der AZI.
Olivier Reigen Wang-Genh (* 1955), gründete 1999 den Tempel Kosan Ryumon Ji in Weiterswiller (Elsass) und ist seit 2007 Präsident der Buddhistischen Union Frankreichs und einer der Verantwortlichen der AZI.
Ludger Tenryu Tenbreul (* 1956) lehrt im Tempel Mokushozan Jakkoji in Schönböken und im Shogozan Zenkoji in Berlin.

## Werke (Auswahl)
Taisen Deshimaru hat etwa zwanzig Bücher veröffentlicht, von denen die meisten regelmäßig neu aufgelegt werden.
- Za-Zen. Die Praxis des Zen. Kristkeitz, Heidelberg-Leimen 1979, ISBN 3-921508-11-8.
- Die Stimme des Tales. Kristkeitz, Heidelberg-Leimen 1979, ISBN 978-3-921508-18-3.
- Zen in den Kampfkünsten Japans. Knaur, München 1985, ISBN 3-426-04130-8.
- Die Lehren des Meister Dōgen. Der Schatz des Sōtō-Zen. (aus dem Französischen von Regina Krause), Diederichs, München 1991, ISBN 3-424-01024-3.
- Sitzender Drache. Lehren von Meister Deshimaru. Angkor, Frankfurt 2001, ISBN 3-936018-15-4.
- Fragen an einen Zen-Meister. Kristkeitz, Heidelberg-Leimen 2002, ISBN 3-921508-98-3.
- Dokan. Täglich Za-Zen. Kristkeitz, Heidelberg-Leimen 2002, ISBN 3-921508-85-1.
- Autobiographie eines Zen-Mönchs. 2. verbesserte Auflage. Theseus Verlag, Zürich 1990, ISBN 3-85936-015-9.
- Zen. Pratique et enseignement, histoire et tradition, civilisation et perspectives. Albin Michel, Zürich 1993, ISBN 2-226-06268-8 (französisch).
- Taisen Deshimaru (Hrsg.): Hannya-shingyô. Das Sûtra der höchsten Weisheit. Kristkeitz, Leimen 1988, ISBN 3-921508-20-7.
- Taisen Deshimaru: Die Lehren des Meisters Dōgen. Der Schatz des Sōtō-Zen. aus dem Französischen von Regina Krause; Diederichs Gelbe Reihe 90, Eugen Diederichs Verlag, München 1991, ISBN 3-424-01024-3.